# Oriol (1904)
Oriol (ruso: Орёл, "Águila"; también llamado Oryol,Orel u Orël) fue un acorazado pre-dreadnought de la clase Borodino construido para la Armada Imperial Rusa en la primera década del siglo XX. El barco se completó después del inicio de la Guerra Ruso-Japonesa en febrero de 1904 y fue asignado al Segundo Escuadrón del Pacífico. El escuadrón fue enviado al Lejano Oriente unos meses después de su finalización para romper el bloqueo japonés de Port Arthur. Los japoneses capturaron el puerto mientras la escuadra estaba viajando hacia allí y su destino fue cambiado a Vladivostok.  El Oriol sufrió graves daños durante la Batalla de Tsushima en mayo de 1905 y se rindió a los japoneses, quienes la pusieron en servicio con el nombre de Iwami (japonés: 石見).
Reconstruido por los japoneses en 1905-1907, el Iwami fue reclasificado por la Armada Imperial Japonesa como buque de defensa costera en 1912. Participó en la Batalla de Tsingtao al comienzo de la Primera Guerra Mundial y apoyó a las tropas japonesas que desembarcaron en Siberia en 1918 durante la Guerra Civil Rusa. El Iwami se utilizó como buque escuela a partir de septiembre de 1921. El barco fue desarmado en 1922 para cumplir con los términos del Tratado Naval de Washington y hundido como blanco naval dos años después.